# Tomás III de Saluzzo
Tomás III del Vasto (Saluzzo, 1356 - Saluzzo, 1416) fue un escritor francés, marqués de Saluzzo entre 1396 y 1416. Era hijo de Federico II de Saluzzo y Beatriz de Ginebra.

## Vida
Rodeado por enemigos y con un marquesado débil por años de guerra civil, su padre Federico solo vio una salida posible para mantener la supervivencia del marquesado y acordó convertirse en vasallo de Francia. Este vasallaje no solo significó una merma de la independencia del marquesado, sino que también se sintió culturalmente. El joven príncipe Tomás viajó al país vecino en muchas ocasiones (1375, 1389, 1401, 1403 y 1405), e incluso fue él quien firmó el tratado de vasallaje.
Pero a pesar del acercamiento a Francia, Tomás fue capturado en 1394 mientras dirigía una incursión armada en el territorio de Monasterolo. Fue encarcelado primero en Savigliano y después en Turín. No fue liberado hasta que se pagó un rescate de 20.000 florines de oro en 1396. Su padre murió ese mismo año y Tomás accedió al poder continuando la política de vasallaje a Francia pagando tributo a cambio de protección y ajustándose a sus deseos. El duque Amadeo VIII de Saboya estaba obcecado en unificar todo el Piamonte y no era buen momento para romper con un vasallaje necesario para asegurar la existencia del marquesado.
Cuando llegó a la vejez, el marqués quiso que fuese su hijo Ludovico, el menor pero el único legítimo que quedaba con vida, el que le sustituyese. Como el niño era aun muy pequeño Tomás designó a su hijo Valeriano del Vasto para que ejerciese la regencia hasta la mayoría de edad. Esta regencia de Valeriano también fue confirmada por la marquesa Margarita en su testamento de 1419.

## Le Chevalier Errant(El caballero errante)

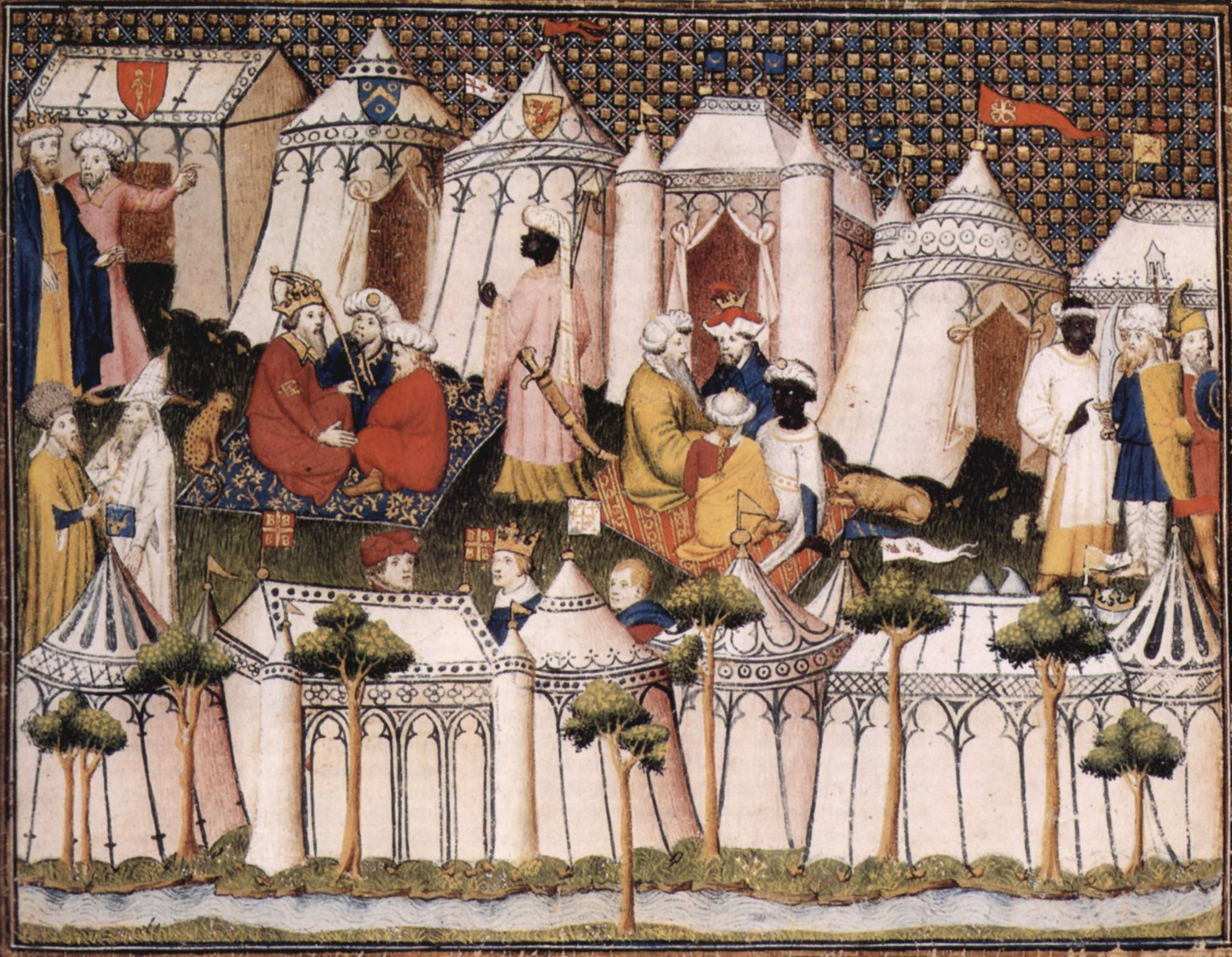
Miniatura del tratado Maestro der Cité des Dames, conservado en la Biblioteca Nacional de Francia, que representa un episodio de Le Chevalier errant de Tomás III.

Gracias a sus numerosos viajes a Francia, Tomás fue un hombre instruido y de gran cultura. Durante su encarcelamiento en Turín entre 1394 a 1396 escribió en francés (que había sustituido en prestigio en el Piamonte a la lengua provenzal) una de las obras más importantes de la caballería medieval: Le Chevalier Errant (El caballero errante).
En esta obra el marqués representa una alegoría de la vida, según el tópico del homo viator, siguiendo el viaje de un caballero anónimo que le conduce por el mundo de Amor, de Fortuna y de Conocimiento. La obra, escrita en francés (que hacía tiempo había sustituido al idioma provenzal en el Piamonte), tuvo una considerable influencia en la cultura del Piamonte, como se puede ver en los frescos del siglo XV del castillo de Mantua. Pero en su momento parece que estuvo destinada únicamente a un público culto, tal vez en exclusiva a los miembros de la corte, como parece indicar el hecho de que solo existan actualmente dos copias de Le Chevalier Errant.

## Descendencia
En 1403 Tomás se casó con Margarita de Roussy, la hija de un conde francés: Hugo, Conde de Roncy y Braine. Con ella tuvo cinco hijos:
- Carlo Giovanni (1404 – 1406).
- Giovanna (1405), casada con Guigues IV, Señor de Meollet y Offremont.
- Ludovico, su sucesor en el trono de Saluzzo.
- Beatriz, que fue monja.
- Ricarda, casada con Nicolás III de Este, marqués de Ferrara y Módena y Reggio Emilia.

Mucho antes de casarse tuvo una relación con la dama Olmeta de Soglio, con la que tuvo a:
- Valeriano del Vasto.
- Lanzarote de Saluzzo.
- Giovanna, abadesa de Santa María de Staffarda.

Se discute también la existencia de otra hija ilegítima llamada Elena de Saluzzo.
| Predecesor: Federico II | Marqués de Saluzzo 1396-1416 | Sucesor: Ludovico I |

- Datos: Q282272
- Multimedia: Thomas III, Marquess of Saluzzo / Q282272